# أوتو كون
أوتو كون (بالألمانية: Otto Kohn)‏ هو عداء مسافات طويلة ألماني، ولد في 16 يوليو 1907، وتوفي في 9 مايو 1992.

## وصلات خارجية
- أوتو كون على موقع أوليمبيديا (الإنجليزية)